# 9909 Eschenbach
A 9909 Eschenbach (ideiglenes jelöléssel 4355 T-1) a Naprendszer kisbolygóövében található aszteroida. Cornelis Johannes van Houten, Ingrid van Houten-Groeneveld és Tom Gehrels fedezte fel 1971. március 26-án.